# Мали на Паралимпийских играх
Мали на Паралимпийских играх впервые приняла участие в 2000 году на летних Играх в Сиднее (не участвовали в Играх 2004 года). На зимних Играх делегация Мали участия пока не принимала. Медалей на Играх спортсмены Мали пока не завоевали.